# Antilogia
L'antilogia è l'opposizione ai discorsi altrui, contraddizione.

## In retorica
L'antilogia è una figura retorica come il paradosso o l'endiadi.
Si identifica con l'espressione apotegmatica di un enunciato in forma contraddittoria, da non confondersi con il dilemma.
L'antilogia è una tecnica utilizzata soprattutto dai sofisti: consiste nel pronunciare sia un discorso di difesa che uno di accusa relativamente alla medesima questione.
Questa impostazione consente di mostrare il relativismo delle conoscenze, mentre può essere usato anche solo a scopo puramente didattico o per mostrare la propria abilità oratoria.

## In psicologia
In psicologia l'antilogia è la situazione di un paziente che compie azioni illogiche e contraddittorie seguendo un impulso inconscio.
L'antilogia è pertanto la mera sintomatologia (superficiale) di un disagio più profondo.